# Bernard Bolzano
Bernard Placidus Johann Nepomuk Bolzano (født 5. oktober 1781, død 18. december 1848) var en tjekkisk matematiker, teolog, filosof og logiker. Han blev født i Prag.